# Eagle Lake (Florida)
Eagle Lake es una ciudad ubicada en el condado de Polk en el estado estadounidense de Florida. En el Censo de 2010 tenía una población de 2255 habitantes y una densidad poblacional de 240,98 personas por km².

## Geografía
Eagle Lake se encuentra ubicada en las coordenadas 27°58′33″N 81°45′25″O / 27.97583, -81.75694. Según la Oficina del Censo de los Estados Unidos, Eagle Lake tiene una superficie total de 9.36 km², de la cual 4.91 km² corresponden a tierra firme y (47.55%) 4.45 km² es agua.

## Demografía
Según el censo de 2010, había 2255 personas residiendo en Eagle Lake. La densidad de población era de 240,98 hab./km². De los 2255 habitantes, Eagle Lake estaba compuesto por el 80.44% blancos, el 7.23% eran afroamericanos, el 0.44% eran amerindios, el 2.17% eran asiáticos, el 0% eran isleños del Pacífico, el 6.7% eran de otras razas y el 3.02% pertenecían a dos o más razas. Del total de la población el 16.1% eran hispanos o latinos de cualquier raza.